# Krefelder Familienhilfe

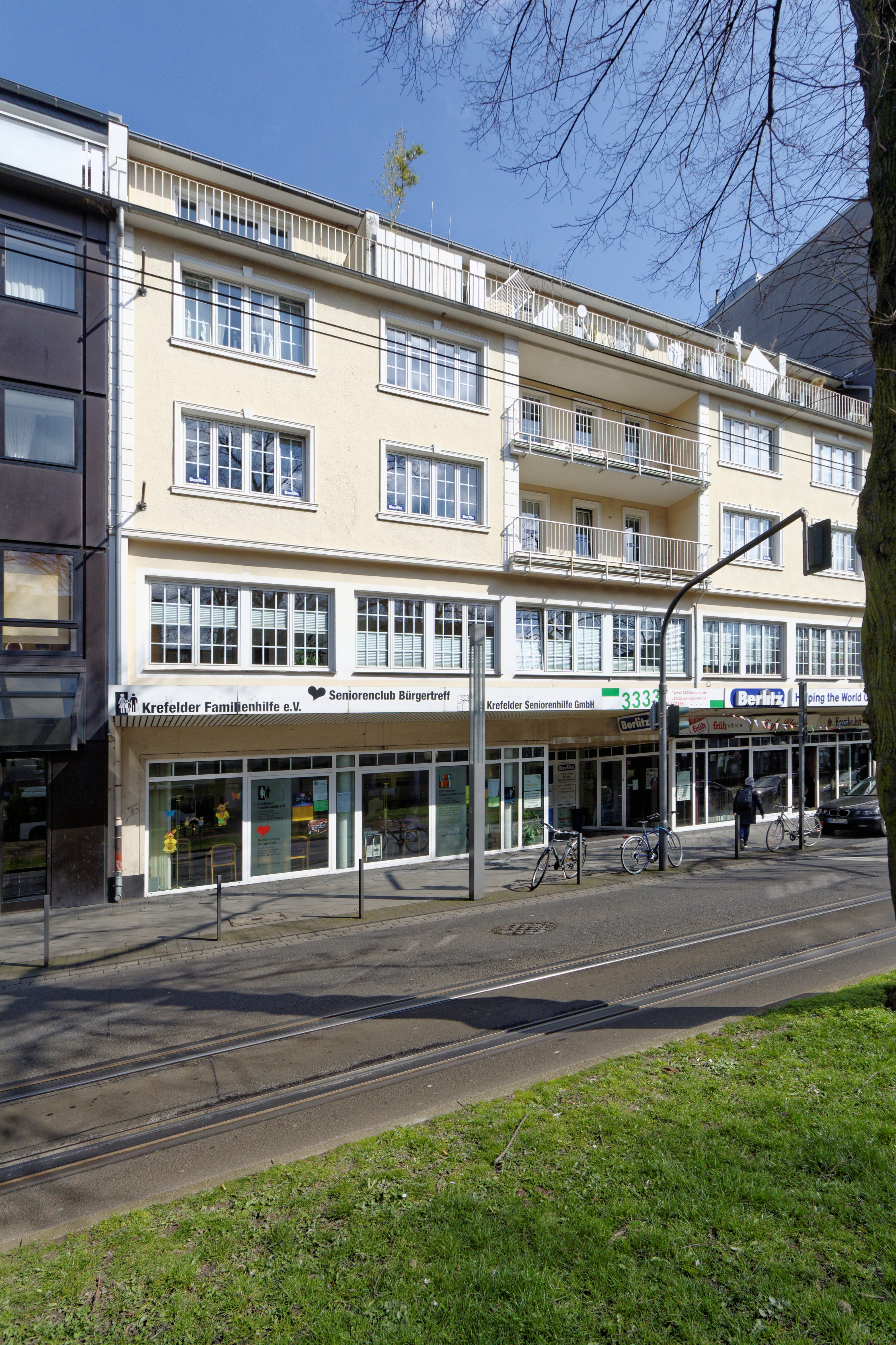
Sitz der Familienhilfe

Die Krefelder Familienhilfe e.V. ist ein gemeinnütziges Sozialwerk in Krefeld, das sich zum Ziel gesetzt hat, Armut zu bekämpfen und Menschen in ihren Lebenssituationen zu unterstützen.

## 1945 bis heute
Die Familienhilfe wurde am 21. April 1945, also noch vor dem Endes des Zweiten Weltkrieges von dem damaligen Oberbürgermeister Johannes Stepkes gegründet. Sie war damit das erste Sozialwerk der Nachkriegszeit. Die Leitung übernahm Johannes Johansen, der von 1911 bis 1930 Oberbürgermeister von Krefeld war. Am 1. Mai 1945, also 8 Tage vor Kriegsende, wurde von der Familienhilfe die erste Haussammlung durchgeführt. Bis zur Währungsreform 1948 wurden etwa 2 Mio. Reichsmark der Familienhilfe gespendet.
1955 eröffnete die Familienhilfe das erste Ferienheim in Deutschland um älteren Menschen eine Erholungsmöglichkeit zu geben.
Seit November 1959 unterhält der Verein einen Seniorenclub, den ersten dieser Art in Deutschland.
Im April 2015 feierte die Familienhilfe ihr 70-jähriges Bestehen. Anfang 2016 überreichte der Oberbürgermeister der Stadt Krefeld Frank Meyer dem Verein den Preis für „Bürgerschaftliche Selbsthilfe“.

## Angebote
Die Familienhilfe bietet Krefeldern Hilfe durch Beratung und Gespräche in verschiedenen Lebenslagen, Beratung über Patientenverfügung und Vorsorgevollmachten, finanzielle Unterstützung und Sachspenden sowie Nahrungsmittelzuschüsse. Im Seniorenclub-Bürgertreff eine Vielzahl von Angeboten für ältere Menschen.

## Finanzierung
Der Verein finanziert sich durch Spenden, Beiträge und Zuweisungen und Zuschüsse der öffentlichen Hand.